# Алварадо
Алварадо (на испански: Alvarado) е град в щат Веракрус, Мексико.
Намира се на 64 км от град Веракрус.
Главен производител на кафе, плодове, и захар.
Градът е кръстен в чест на конкистадора Педро де Алварадо. Населението му е 22 608 жители (2000 г.).
Алварадо е пословичен с жаргонния си език.